# Dotorp
Dotorp är en bebyggelse i Torsby socken i Kungälvs kommun i Västra Götalands län. Scb avgränsade bebyggelsen från 2010 till 2020 som en småort.